# Kai Hirano
Kai Hirano (født 16. august 1987) er en japansk fodboldspiller.
Han har spillet for flere forskellige klubber i sin karriere, herunder Kataller Toyama og Cerezo Osaka.